# Stylogymnusa subantarctica
Stylogymnusa subantarctica är en skalbaggsart som beskrevs av Hammond 1975. Stylogymnusa subantarctica ingår i släktet Stylogymnusa och familjen kortvingar. Inga underarter finns listade i Catalogue of Life.